# ولادیمیر کوچاریان
ولادیمیر آلکساندری کوچاریان (ارمنی: Վլադիմիր Քոչարյան؛ ارمنی: Vladimir Aleksandrovich Kocharyan؛ زاده ۱۶ مارس یا ۱۰ ژوئن ۱۹۵۰ – درگذشته ۱۰ ژوئن ۱۹۸۹) یک بازیگر فیلم اهل ارمنستان بود. وی بین سال‌های ۱۹۷۸ تا ۱۹۹۳ میلادی فعالیت می‌کرد.

## زندگی‌نامه
کوچاریان در گیومری (لنیناکان سابق) زاده شد و در بین سال‌های ۱۹۷۳ تا ۱۹۷۶ در بخش کارگردانی انستیتو هنرهای زیبای و نمایشی ایروان (آکادمی دولتی هنرهای زیبای ارمنستان فعلی) تحصیل نمود. وی در تئاتر دراماتیک دولتی وارطان آجمیان گیومری و فرهنگستان دولتی تئاتر سوندوکیان فعالیت می‌کرد.
کوچاریان در سال ۱۹۸۴ عنوان افتخاری هنرمند مردمی ارمنستان شوروی را دریافت نمود. وی در سن ۳۹ سالگی در ایروان درگذشت. همسر وی کارینه کوچاریان نیز بازیگر بود.